# Anopsicus ocote
Anopsicus ocote là một loài nhện trong họ Pholcidae. Loài này được phát hiện ở México.